# Dura (Hebrón)
Dura (en árabe: دورا‎: دورا), o en ocasiones Durrah o Durreh, es una ciudad palestina ubicada a once kilómetros al suroeste de Hebrón, en la Gobernación de Hebrón, en la Cisjordania sur. Según la Oficina Central de Estadísticas de Palestina, la ciudad tenía una población aproximada de 45.487 habitantes a mediados de 2023. Actualmente se encuentra bajo un régimen de ocupación militar israelí condenado en repetidas ocasiones por Naciones Unidas. El actual alcalde es Sameer Al-Namoura.

## Etimología
Según los datos oficiales del municipio, el nombre "Dura" deriva de una palabra canaanita que significa "casa" y no de la palabra árabe para "maíz". Su antiguo nombre canaanita es Adoraim.

## Historia
Hay quien cree que Noé, el décimo patriarca antediluviano según la Biblia, está enterrado en Dura. Según la Biblia; 2 Cron. 11.9., Roboam, rey del Reino de Judá, fortificó la ciudad durante su reino. El Libro I de los Macabeos menciona la ciudad con el nombre de Adora (1 Mac. 13.20)
Dura es una ciudad con mucha antigüedad, como atestiguan las antiguas cisternas y los fragmentos de mosaicos encontrados en ella. Es una de las ciudades propuestas como posible centro administrativo del distrito de Idumea Oriental establecido por el cónsul romano Aulo Gabinio en el siglo I a. C. Sus habitantes, de los que se ha dicho que pertenecían a la progenie de Esaú (idumeos), fueron obligados a convertirse al judaísmo durante el reinado de Juan Hircano I a cambio de poder permanecer en el país
Al-Muqaddasi escribió alrededor del año 985 d. C. que Dura era famosa por sus viñas y por un tipo de pasa llamada Duri.

### Época Otomana
En 1517, los otomanos incorporaron el pueblo de Dura a su imperio junto con el resto de Palestina y, en 1596, aparecía en los registros de impuestos otomanos como parte de la nahiya (subdistrito) de Khalil, en el liwa (distrito) de Al-Quds. Tenía una población de 49 familias musulmanas y pagaba impuestos sobre trigo, cebada, olivas, viñas o frutales, cabras y colmenas.
En 1834, los habitantes de Dura participaron en una revuelta contra el egipcio Ibrahim bajá, que conquistó y mantuvo la región bajo control egipcio entre 1831 y 1840.
Cuándo Robinson visitó Dura en 1838, la describió como uno de los pueblos más grandes de la zona, y el lugar de residencia de los jeques de Ibn Omar, que habían gobernado la zona antiguamente.
En 1863, el explorador francés Victor Guérin visitó Dura, y dejó constancia de que "fragmentos de antiguas columnas, y un buen número de piedras talladas tomadas de viejas construcciones
y usadas en la construcción de las casas árabes muestran la antigüedad del lugar. En concreto, dos barracones han sido construidos de este modo. Sobre la puerta de uno de ellos, un bloque que hace de dintel estuvo en su día ornamentado con molduras que ahora están muy deterioradas. Cerca de la ciudad hay un famoso pozo junto al que se encuentra un sarcófago colosal que contiene, según se dice, el cuerpo de Noé."
En 1877, Horatio Kitchener hizo flagelar públicamente a unos niños en Dura tras un incidente en el que se habían arrojado piedras a un miembro de un grupo de reconocimiento de la Fundación para la Exploración de Palestina.
En 1883, la Fundación para la Exploración de Palestina describió Dura en su Estudio sobre Palestina Occidental como "un pueblo grande y estimulante en la ladera plana de una colina, con alrededor de una milla de campo abierto hacia el este. Esta llanura está cultivada con maíz. Al norte de Dura hay unos cuantos olivos, y otros pocos hacia el sur. Las casas son de piedra. Al sur del pueblo hay dos Mukams con cúpulas blancas; y hacia el oeste, a mayor elevación que Dura, se encuentra la tumba de Neby Nuh. Cerca de allí hay sepulcros excavados en la roca. El lugar tiene un buen suministro de agua que proviene de tres manantiales en el este y uno en el sur."

### Mandato Británico de Palestina

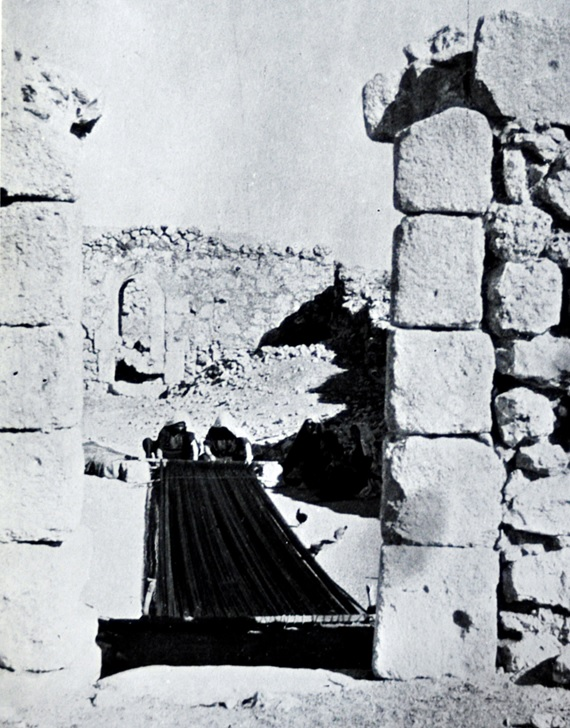
Mujeres tejiendo una alfombra en un telar de tierra en Dura, años treinta.

En el censo de Palestina de 1922, llevado a cabo por las autoridades del Mandato Británico, Dura estaba dividida entre Dura al-'Amaira, que tenía una población de 2.565 habitantes, y Dura al-Arjan, con 3.269 habitantes. En total, 5.834 habitantes, todos ellos musulmanes. Su población había crecido en el censo de 1931, que comentaba que "el pueblo en el subdistrito de Hebrón comúnmente conocido como Dura es un conglomerado de localidades vecinas, cada una de las cuales con su propio nombre; y, siendo Dura un ejemplo notable de aglutinación vecinal, el fenómeno no es extraño a otras aldeas". El informe enumeraba un total de 70 ubicaciones con 1.538 casas habitadas y una población de 7.255 musulmanes.
En 1945, la población de Dura era de 9.700 árabes que poseían 240.704 dunams (240,704 kilómetros cuadrados) de tierra según una encuesta oficial de tierra y población. De estas, 3.917 dunams era para plantaciones y tierra irrigable, 90.637 para cereales y 226 dunams eran consideradas terrenos urbanos.

### Ocupación israelí
Según la Resolución 181 de Naciones Unidas, Dura quedó asignada en 1848 al Estado de Palestina, y tras la guerra árabe-israelí de 1948, y después del armisticio de 1949, Dura quedó bajo ocupación jordana. Dura obtuvo su municipalidad el 1 de enero de 1967, cinco meses antes de que fuese ocupada por Israel durante la Guerra de los Seis Días. Desde dicha guerra en 1967, la ciudad ha permanecido bajo ocupación militar israelí. La población en el censo israelí de 1967 era de 4.954 habitantes.
Después de que la Autoridad Nacional Palestina retomase el control civil de la ciudad en 1995, se estableció un comité local para impedir confiscaciones de tierra de la ciudad y se expandió el consejo municipal. Muchos ministerios e instituciones gubernamentales palestinas abrieron oficinas en Dura, incrementando su papel en la política palestina.
El 27 de marzo de 2001, un niño de Dura llamado Mahmoud Ismael al-Darwish, de 11 años, murió por las heridas en el pecho ocasionadas tras un bombardeo israelí. 'Issa Sweity, de 23 años, moría en un intercambio de disparos con los soldados israelíes el 20 de septiembre de ese mismo año. El 5 de marzo de 2002 morían Muhammad 'Abed 'Atawaneh, de 35 años, y Muhammad 'Abd al-Qader Rajub, de 24 años, durante una incursión israelí en la ciudad para buscar a sospechos y demoler algunas casas. Taher 'Abd a-Dad Dudin, de 35 años y enfermo mental, moría por disparos israelíes el 9 de abril de 2002 cuando se dirigía a comprar tabaco. Los soldados israelíes también mataron ese día a 'Aref Sayed Ahmad, de 32 años, y a su hermano Nayef Sayed Ahmad, de 35 años, aunque según B'Tselem no participaban en los disturbios. Un día después moría en Dura Akram Sedqi al-Atrash, de 28 años, por fuego del ejército israelí. El 27 de diciembre de 2002 morían en Otniel, cerca de Hebrón, Ahmad 'Ayed al-Faqih, de 21 años, y Muhammad Mustafa Hassan Shahin, de 20 años, ambos de la localidad de Dura, tras haber llevado a cabo un ataque en el que murieron cuatro israelíes. Muta'b Nabari estaba robando cabras el 14 de octubre de 2003 cuando fue descubierto y, al intentar huir hacia un asentamiento, acribillado por soldados israelíes. Tenía 26 años. El 14 de febrero de 2005, el chico de 17 años Sabri Fayez Younis al-Rjoub fue golpeado por soldados israelíes antes de que le dispararan mortalmente en pecho, abdomen, pelvis y pierna derecha. 

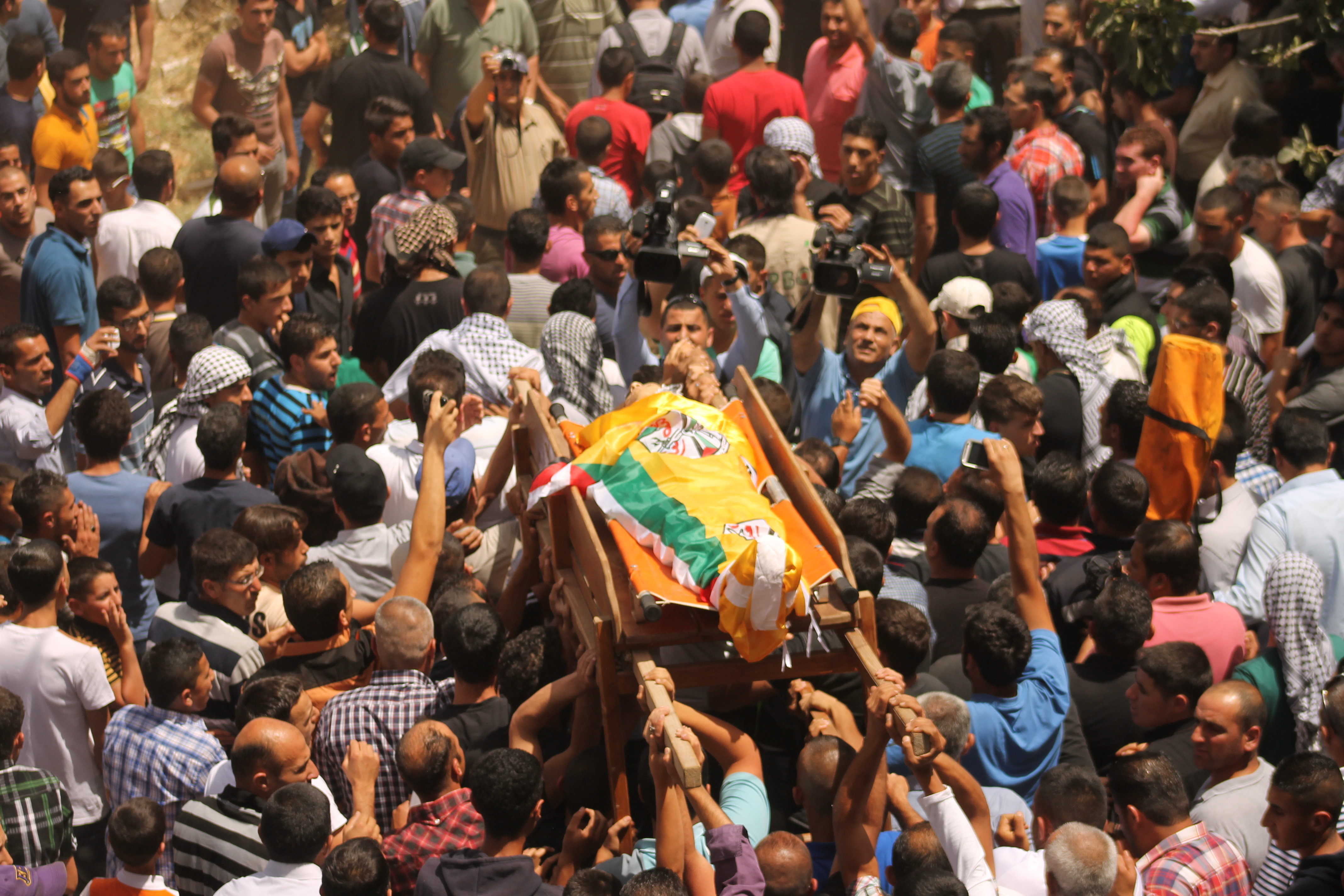
Funeral de Mohammed Dudeen, de 15 años, asesinado por el ejército israelí en Dura el 20 de junio de 2014.

El 12 de enero de 2013, 'Udai Muhammad Salameh Darawish, de 21 años, iba a trabajar a Israel junto con otros compañeros de Dura. Al carecer de permiso de trabajo, fue en furgoneta hasta una brecha del muro de separación, y al cruzarla se dieron cuenta de que había tiradores israelíes apostados en las inmediaciones. Comenzaron a correr hacia el coche que iba a recogerlos en la parte israelí cuando los soldados israelíes dispararon, matando a 'Udai de un disparo en la parte inferior del cuerpo. Su caso es especial porque el soldado que le mató fue condenado a 7 meses de cárcel por homicidio negligente; según un informe conjunto de B'Tselem y Yesh Din, dos organizaciones israelíes por los derechos humanos, por los más de 3.000 palestinos muertos desde el año 2000 en situaciones que no eran de combate, solo 12 soldados han sido declarados culpables, la mayoría por penas menores como uso ilegal de sus armas (en seis casos), negligencia (tres casos) o abuso de autoridad (un caso).
Mu'taz Idris 'Abd al-Fatah Sharawnah, de 18 años, murió de un disparo por la espalda durante unos altercados con soldados israelíes el 2 de julio de 2013. En junio de 2014, durante la búsqueda para encontrar a tres chicos secuestrados, 150 soldados israelíes asaltaron el barrio de Haninia en Dura en una redada vespertina para detener a una persona, encontrándose a niños y jóvenes locales arrojándoles piedras. Un soldado israelí mató de un disparo en el pecho a un adolescente que se encontraba entre los que lanzaban piedras, Mohammed Dudeen, de 13, 14 o 15 años.
El 29 de julio de 2016, en el transcurso de una incursión en la ciudad de Surif, el ejército israelí mató a Muhammad Faqih, de 29 años, natural de Dura.

## Geografía y Clima
La superficie del municipio es de 240.704 dunams (poco más de 240 kilómetros cuadrados), y se encuentra a 839 metros por encima del nivel del mar. El clima de Dura es seco en verano y experimenta precipitaciones moderadas durante el invierno. La media anual de precipitaciones varía según el lugar en que se mida dentro de la misma ciudad. La zona de Dahr Alhadaba recibe una media anual de 400–600 mm de lluvia, las colinas meridionales 300–400 mm y la zona norte de las colinas de Dura 250–300 mm.

## Demografía
| 1922  | 1931  | 1945  | 1961  | 1967  | 1982  | 1987   | 1997   | 2005   | 2007   | 2016   |
| ----- | ----- | ----- | ----- | ----- | ----- | ------ | ------ | ------ | ------ | ------ |
| 5.834 | 7.255 | 9.700 | 3.852 | 4.954 | 4.900 | 13.400 | 15.503 | 20.835 | 22.155 | 37.331 |